# Saarinen (sjö i Muhos, Norra Österbotten, Finland)
Saarinen är en sjö i Finland. Den ligger i kommunen Muhos i landskapet Norra Österbotten, i den centrala delen av landet, 500 km norr om huvudstaden Helsingfors. Salmijärvi ligger 131,2 meter över havet. Arean är 15,3 hektar och strandlinjen är 2,13 kilometer lång. Sjön  ingår i Uleälvens huvudavrinningsområde.   I omgivningarna runt Saarinen växer i huvudsak barrskog.